# Melecta thoracica
Melecta thoracica är en biart som beskrevs av Cresson 1875. Melecta thoracica ingår i släktet sorgbin, och familjen långtungebin. Inga underarter finns listade i Catalogue of Life.